# 李浩然 (香港)
李浩然，MH，JP，清華大學憲法學博士，專攻基本法研究。曾出版《基本法起草過程概覽》、《基本法案例彙編》一，二冊、《以法達治》、《行政長官產生辦法考》、《一國兩制下的香港法治和管治研究》、《數字香港．回歸20 年》、《國安法，廿三條，安全與自由？》、《從世界工廠到世界工程師——新時代下中國的一帶一路倡議》、《基本法與香港——回歸二十五周年特刊》、《數字大灣區》、《國籍的抉擇：香港永久性居民身份研究》等專著。
李博士現任全國人大常委會香港基本法委員會委員、香港特區立法會議員和選舉委員會商界（第三）界別分組委員、北京市政協委員、華潤集團粵港澳大灣區首席戰略官、華潤創業董事及副總裁、華潤科學技術研究院院長、基本法基金會會長。曾在貴州省擔任息烽縣政府縣長助理，參與扶貧工作，分管教育局、司法局、衛生局、法制辦、政策研究室等部門的工作。曾任華潤集團戰略管理部總監、戰略研究中心港澳及海外研究室主任，專責海外投資。曾任團結香港基金副總幹事，負責研究工作。
李博士並擔任香港特區政府教育局課程發展議會價值觀教育常務委員會主席、全國港澳研究會理事、國務院參事室「香港參與一帶一路」課題組金融及法律組召集人、學友社主席，曾任香港特區政府前中央政策組青年成員、特區政府基本法推廣督導委員會教師及學生工作組召集人、哈佛大學法學院PIFS 顧問和香港大學法學院訪問學者。。
李博士因基本法研究和教育工作成就突出，於2016 年獲特區政府頒授榮譽勳章（M.H.），2017 年獲選為香港十大傑出青年，2019 年獲特區政府委任為太平紳士（J.P.）。

## 選舉經歷
2021年9月，他當選成為香港特别行政區選舉委員會商界（第三）委員。2021年11月，參選立法會選舉委員會選舉並當選成為立法會議員。

## 外部連結
- 李浩然的Facebook專頁